# Ɥ́
Cette page contient des caractères spéciaux ou non latins. S’ils s’affichent mal (▯, ?, etc.), consultez la page d’aide Unicode.
Ɥ́ (minuscule ɥ́), appelé h culbuté accent aigu, est une lettre additionnelle latine utilisée dans l’alphabet du dan au Liberia.

## Utilisation
Le ɥ́ est utilisé dans l’orthographe du dan au Liberia, notamment dans les travaux de la Dan Literacy Association et dans la traduction de la Bible en dan,.

## Représentation informatique
Le h culbuté accent aigu peut être représenté avec les caractères Unicode (Alphabet phonétique international, Diacritiques) suivants :
| formes    | représentations | chaînes de caractères | points de code | descriptions                                              |
| --------- | --------------- | --------------------- | -------------- | --------------------------------------------------------- |
| minuscule | Ɥ               | Ɥ◌́                    | U+A78D U+0301  | lettre majuscule latine h culbuté diacritique accent aigu |
| minuscule | ɥ               | ɥ◌́                    | U+0265 U+0301  | lettre minuscule latine h culbuté diacritique accent aigu |